# Vitesse réduite
Pour les articles homonymes, voir Bêta (homonymie).
En physique relativiste ou des hautes énergies, la vitesse réduite,, notée β,,, est un paramètre utilisé pour simplifier l'expression du facteur de Lorentz.
Elle est définie comme le rapport de la vitesse relative sur la vitesse de la lumière dans le vide, : {\displaystyle \beta ={\frac {v}{c}}}.
Ainsi définie, elle est une grandeur sans dimension,.
Elle est aussi la tangente hyperbolique de la rapidité, : {\displaystyle \beta =\operatorname {tangh} (\phi )}.